# مبيد القراديات

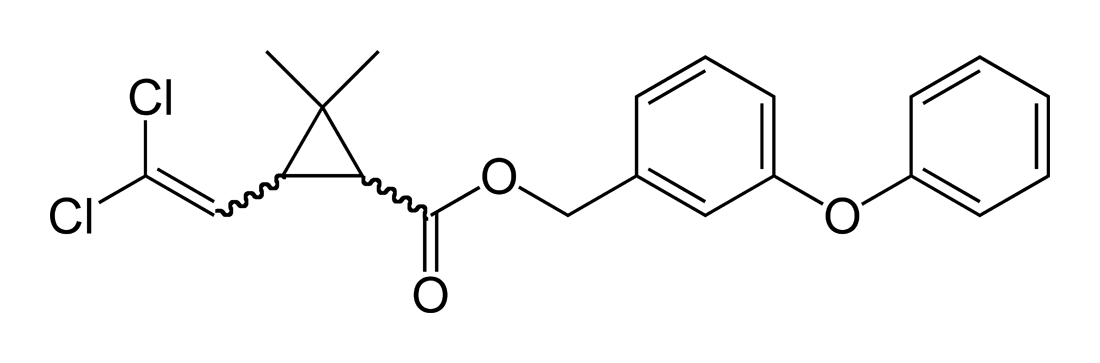
التركيب الكيميائي للبيرميثرين، وهو مبيد قراد شائع.

مبيدات القراديات(1) أو مبيد الحَلَم هي مبيدات تقتل أنواع العنكبيات من ضمن طويئفة القراديات، والتي تشمل القراد والسوس. تستخدم هذه المبيدات في الطب والزراعة، وتختلف نسبة السمية الانتقائية المرغوبة ما بين الحقلين.

## المصطلح
يتم استخدام كلمات أكثر تحديدًا في بعض الأحيان، اعتمادًا على المجموعة المستهدفة:
- «مبيدات الأكسدة» هي مواد تقتل القراد.[2]
- «مبيدات السوس» هي مواد تقتل السوس.
- مصطلح الجرب أكثر ضيقة، ويشير إلى العوامل التي تستهدف بشكل خاص القارمات.
- مصطلح «مبيد العناكب» أكثر عمومية، ويشير إلى العوامل التي تستهدف العنكبيات. نادرًا ما يستخدم هذا المصطلح، ولكنه يظهر أحيانًا في الكتابة غير الرسمية.

من الناحية العملية، فإن السوس هو عبارة عن تجمع شبه عرقي وعادة ما يتم التعامل مع السوس والقراد كمجموعة واحدة.

## أمثلة
تتضمن الأمثلة:
- يمكن تطبيق البيرميثرين كرذاذ. لا تقتصر التأثيرات على العث: سيتأثر القمل والصراصير والبراغيث والبعوض والحشرات الأخرى.
- يمكن وصف الإيفرمكتين من قبل الطبيب لتخليص البشر من الإصابة بالسوس والقمل، وتتوافر المستحضرات الزراعية للطيور والقوارض المصابة.
- المضادات الحيوية المضادات الحيوية
- مبيدات الكرباميت
- مثبطات ديينوكلور
- مضادات فورميميدين
- مبيدات الفوسفات العضوية
- سوف تقتل تراب المشطورات أيضًا السوس عن طريق تعطيل البشرة.
- ديكوفول، مركب مرتبط هيكليًا بالمبيد الحشري DDT، وهو مبيد فائق فعال ضد سوس العنكبوت القراص.
- الكبريت الجيري فعال ضد الجرب القارمي. يتم ذلك عن طريق خلط الجير والكبريت والماء المغلي لمدة ساعة واحدة. يتم تطبيقه على فترات ستة أيام.

كما تستخدم مبيدات العناطب في محاولات وقف الصيد غير المشروع لوحيد القرن. يتم حفر الثقوب في قرن وحيد القرن المخدر ويتم ضخ مبيد للقراد والضغط عليه. إذا كان البشر يستهلكون القرن كما هو الحال في الطب الصيني التقليدي، فمن المتوقع أن يسبب الغثيان وآلام المعدة والإسهال أو التشنجات، وذلك اعتمادًا على الكمية، وليس الوفاة.

## الهوامش
- «1»: مبيد القراديات أو مبيد العناكب أو قاتِلُ القُراد أو مبيد القراد أو مُبيد الحَلَم أو قاتِلُ الحَمَك (بالإنجليزية: Acaricide)‏